# Coffeen, Illinois
Coffeen là một thành phố thuộc quận Montgomery, tiểu bang Illinois, Hoa Kỳ. Năm 2010, dân số của thành phố này là 685 người.

## Dân số
Dân số qua các năm:
- Năm 2000: 709 người.
- Năm 2010: 685 người.